# Ruthless for Life
Ruthless for life è il terzo album da solista del rapper MC Ren, pubblicato il 30 giugno 1998 con la Ruthless records e distribuito da Epic Records.

## Tracce
1. Ruthless for Life – 4:24
2. Who In The Fuck (feat. 8Ball & MJG) – 4:04
3. Nigga Called Ren – 4:06
4. Comin' After You (feat. Ice Cube) – 4:16
5. Voyage to Compton – 4:24
6. Must Be High – 3:23
7. So Whatcha Want (feat. Snoop Dogg & RBX) – 4:40
8. Shot Caller (feat. Big Rocc & Tha Chill) – 4:22
9. All The Same – 3:29
10. Who Got That Street Shit – 4:47
11. Pimpin' Is Free (feat. Peeps) – 4:14
12. CPT All Day (feat. T-Girl) – 4:19